# Ralf Keller
Ralf Keller (* 15. Februar 1963 in Trebsen) ist ein ehemaliger deutscher Radrennfahrer und nationaler Meister im Radsport.

## Sportliche Laufbahn
Keller gewann die DDR-Meisterschaft der Steher von 1988 bis 1990 jeweils hinter dem Schrittmacher Dieter Hillert. Keller startete für die RSG Muldetal Grimma, in den 1990er Jahren für den SC DHfK Leipzig, später wieder für seinen heimatlichen Verein in Grimma. Viermal wurde er Zweiter der deutschen Stehermeisterschaften, 1993 und von 1997 bis 1999, 2001 wurde er Dritter der Meisterschaft. 1988 gewann er die Internationale Meisterschaft der Steher von Brno hinter Schrittmacher Dieter Hillert. Das Goldene Rad von Erfurt gewann er 1992, 1993 und 1999. Von 1987 bis 1990, 1993, 1996, 1998 und 1999 gewann er den Großen Preis der Stadt Leipzig im Steherrennen. 1994 gewann er das Straßenrennen Rund um Sebnitz, 1995 wurde er Dritter in der Gesamtwertung der Sachsen-Rundfahrt und 1999 konnte er den Ötztaler Radmarathon für sich entscheiden. 2001 erhielt er für ein Jahr einen Vertrag beim Radsportteam Wiesenhof, fuhr dort aber nur eine Saison.